# Pós-marxismo
O pós-marxismo é uma corrente de pensamento que propõe a teoria de que o social é constituído discursivamente.
Contudo, para seus representantes, isso não significaria uma redução idealista do social e material à linguagem ou ao pensamento, que a consideram uma teoria realista e materialista, e em certa relação de continuidade e superação com relação ao materialismo histórico de Karl Marx, ao propor a inexistência independente do homem de "um mundo exterior ao pensamento". Mas, com Marx e grande parte da filosofia contemporânea, rejeitam todo dualismo ou "essencialismo" que implique a incomunicação entre homem e mundo, sujeito e objeto, discurso e realidade.
O pós-marxismo é, contudo, uma revisão do pensamento marxista e não sua atualização. De fato, em alguns aspectos vai na direção oposta como, por exemplo, a superposição do político diante da importância que teve a ciência para grande parte do marxismo clássico.
As críticas a essa corrente, que possui entre seus maiores representantes Ernesto Laclau e Chantal Mouffe, residem justamente em sua desconexão com áreas centrais do que foi o marxismo clássico. Algumas delas:
- Renúncia à ideia de totalidade, presente no marxismo estrutural.
- Fim da superposição do conflito de classes sobre outros conflitos como as lutas de gênero, étnicas, culturais, etc.
- Promoção da abertura das sociedades civis e defesa da democracia como valor universal.

Com a crítica à ideologia, também se promove o valor da multitude. Alguns identificam grande parte dessas teses com a desconstrução de Jacques Derrida. Significaria uma ligação com as transformações múltiplas que afetam a chamada sociedade pós-moderna e cujo aspecto mais visível é a globalização e a sociedade de risco.